# Ons Jabeur
Ons Jabeur (em árabe: أُنْس جابر Uns Jābir; Ksar Hellal, 28 de agosto de 1994) é uma tenista profissional tunisiana. Seu melhor ranking é de N. 2 em simples pela WTA, atingido em junho de 2022. Jabeur se tornou a primeira mulher árabe a chegar às quartas e semifinal de um torneio de Grand Slam, ela chegou nas quartas de final do Aberto da Austrália de 2020 e na final de Wimbledon de 2022 e 2023. Ela também é a jogadora árabe com melhor classificação na história da WTA. Jabeur ganhou 11 títulos de simples e um título de duplas no Circuito Feminino da ITF. Ela alcançou sua única final do WTA em 2018 na Copa Kremlin de nível Premier na Rússia, perdendo para a russa Daria Kasatkina.
Jabeur foi introduzida ao tênis aos três anos, por sua mãe. Ela chegou a duas finais de simples juniores do Grand Slam feminino de Roland Garros em 2010 e 2011, ganhando o título na segunda participação. Ela é a primeira jogadora árabe a ganhar um título júnior de Grand Slam desde que Ismail El Shafei ganhou o título masculino de Wimbledon em 1964. Depois de quase uma década jogando principalmente no nível da ITF, Jabeur se firmar na WTA em 2017. Foi eleita a Mulher Árabe do Ano no Esporte em 2019.
Ons Jabeur foi eleita uma das "100 mulheres mais inspiradoras e influentes do mundo em 2022" pela BBC.

## Vida pessoal
Ons Jabeur nasceu em 28 de agosto de 1994, filha de Samira e Ridha Jabeur em Ksar Hellal, uma pequena cidade na Tunísia. Ela cresceu na maior cidade costeira próxima de Sousse. Jabeur tem dois irmãos mais velhos, Hatem e Marwen, e uma irmã mais velha, Yasmine. Sua mãe jogava tênis recreacionalmente e a apresentou ao esporte aos três anos de idade. Jabeur treinou com o técnico Nabil Mlika por dez anos, dos quatro aos treze anos, originalmente começando a trabalhar com ele em um centro de promoção de tênis em sua escola. Quando ela tinha dez anos, seu clube não tinha quadras de tênis próprias e ela só podia treinar em quadras de hotéis próximos. Aos doze anos, Jabeur mudou-se para a capital Túnis para treinar no Lycée Sportif El Menzah, uma escola nacional de esportes para os atletas emergentes do país, onde permaneceu por vários anos. É fluente em árabe, francês, inglês e está aprendendo russo.
Jabeur dá crédito aos pais pelos sacrifícios que eles fizeram quando ela estava crescendo, dizendo: "Meus pais sacrificaram muitas coisas - minha mãe costumava me levar a todos os lugares da Tunísia para ir jogar torneios e ela me incentivou a ir a um evento especial escola para estudar. Foi um grande sacrifício ver sua filhinha perseguindo um sonho que, honestamente, não era 100% garantido. Ela acreditou em mim e me deu confiança para estar lá."

## Carreira Júnior
Ela fez sua estreia júnior em torneios Grand Slam no US Open de 2009, perdendo na primeira rodada para para Laura Robson.
Jabeur começou a produzir bons resultados no Grand Slam júnior em maio de 2010. Ela jogou o Aberto da França e derrotou a terceira cabeça de chave Irina Khromacheva nas semifinais antes de terminar como vice-campeã para Elina Svitolina. Ela também teve um bom desempenho em Wimbledon, chegando às quartas de final em simples e à semifinal em duplas. Ela perdeu para Yulia Putintseva em simples, e Irina Khromacheva e Elina Svitolina em duplas ao lado de Monica Puig. Putintseva derrotou Jabeur novamente no US Open. Jabeur entrou no evento de duplas com Putintseva e perdeu nas quartas de final para Khromacheva novamente, que tinha parceria com Daria Gavrilova. Após o US Open, Jabeur passou por uma cirurgia no pulso em novembro que a manteve fora por cinco meses até abril de 2011.
Os dois últimos eventos individuais da carreira de Jabeur para juniores foram o Aberto da França de 2011 e o Torneio de Wimbledon de 2011. No Aberto da França, ela ganhou seu único título júnior de Grand Slam e se tornou a primeira mulher norte-africana a vencer um torneio júnior de Grand Slam. Como a nona cabeça de chave, ela derrotou a primeira cabeça-de-chave, Daria Gavrilova nas quartas de final, a terceira cabeça-de-chave, Caroline Garcia nas semifinais, e então a quinta cabeça-de-chave, Monica Puig na final. 
Este título a ajudou a subir para a quarta posição mundial no ranking de juniores. Ela também se tornou a primeira garota árabe a ganhar um título junior de Grand Slam de simples da história, e a primeira junior em geral desde Ismail El Shafei ganhou o título masculino de Wimbledon em 1964. Jabeur também participou do evento de duplas no Grade 1 Junior International Roehampton, que ela venceu em parceria com Ashleigh Barty.

## Carreira profissional

### 2008-12: Circuito ITF, estreia na WTA
Jabeur começou a jogar no Circuito Feminino da ITF em 2008 com 14 anos de idade. Em outubro de 2009, ela terminou como vice-campeã em simples e duplas em um torneio ITF US$ 10K em Monastir perto de sua cidade natal, perdendo para Elise Tamaëla [en] em ambos os eventos. Ela ganhou seu primeiro título no nível de US$ 10K em simples em maio de 2010 em Antália, Turquia. Ela então ganhou os eventos de simples e duplas em outro torneio de US$ 10K em Casablanca, Marrocos, dois meses depois.
Depois de ter feito uma cirurgia no pulso esquerdo no final do ano e ganhar um título júnior do Grand Slam, Jabeur subiu para os níveis de US$ 25K e US$ 50K no verão de 2011. Ela fez sua estreia no WTA aos 17 anos como wild card no Premier 5 Qatar Open em fevereiro de 2012, onde perdeu sua primeira partida na carreira para o número 103, Virginie Razzano em três sets. Ela também recebeu um "wild card" para a qualificatória do Campeonato de Tênis de Dubai na semana seguinte. Embora ela não tenha se qualificado, ela derrotou o número 33 do mundo Zheng Jie com uma classificação de 1169 no ranking. Jabeur não teve muito sucesso na ITF em 2012, chegando apenas a uma final, que veio em simples e foi a primeira no nível de US$ 25.000.  Ela também entrou na qualificatória para o Aberto da França, mas venceu apenas uma partida. Jabeur terminou o ano em 260º lugar no mundo.

### 2013–16: constante entre as 200 melhores no nível ITF

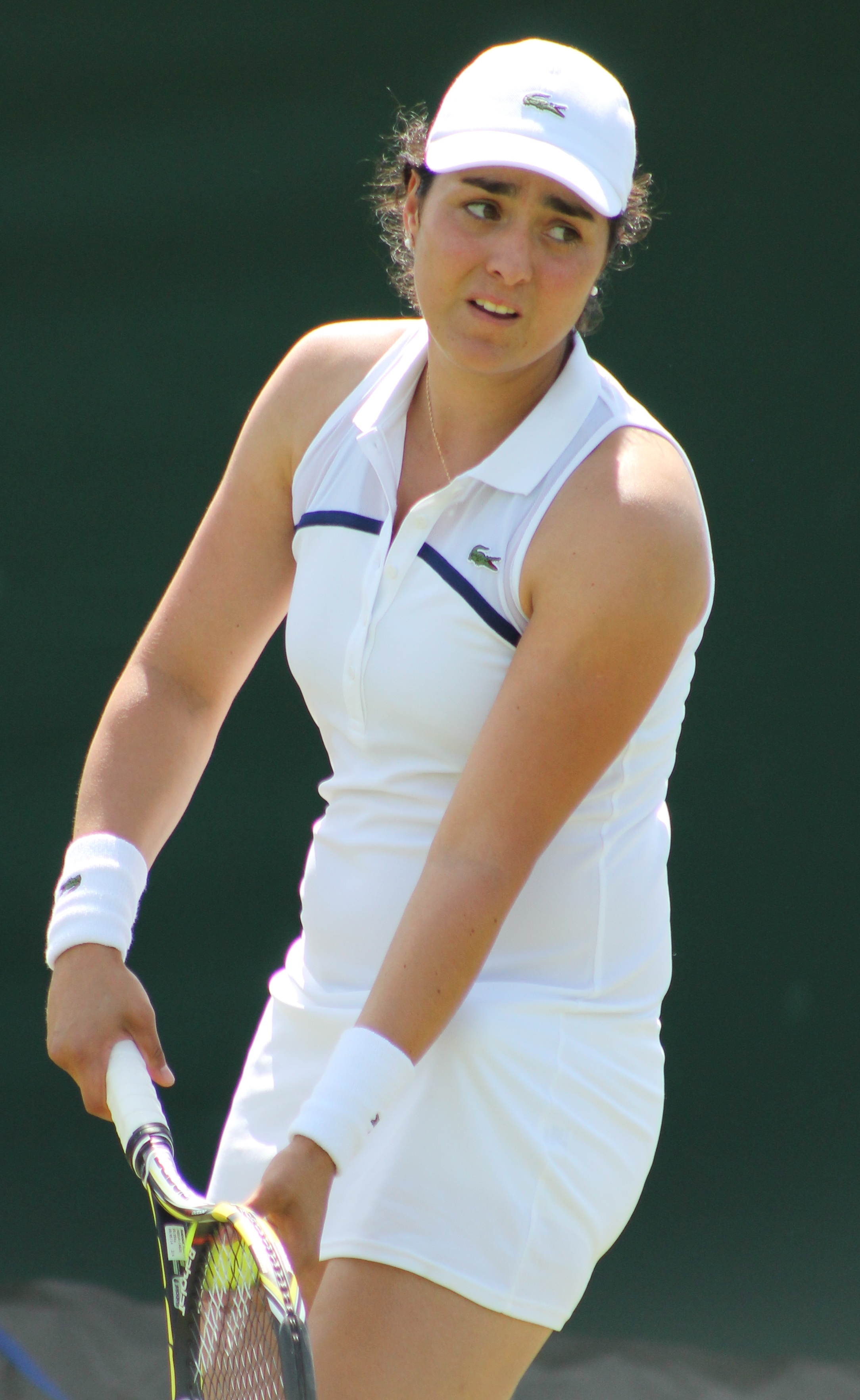
Ons Jabeur em Wimbledon, 2014.

Depois de um início lento em 2013, Jabeur ganhou seu primeiro título ITF $25K em abril de 2013 em Túnis. Ela então ganhou títulos consecutivos de US$ 50k sobre An-Sophie Mestach no Japão em maio para colocá-la no top 200 pela primeira vez. Em julho, Jabeur jogou em seu segundo quadro principal da WTA na Baku Cup. Ela derrotou a cabeça-de-chave, a defensora do título e a número 37 do mundo Bojana Jovanovski na segunda rodada antes de perder nas quartas de final para Magda Linette. Ela entrou nas competições qualificatórias em Wimbledon e no US Open, perdendo sua primeira partida em ambos os eventos. Um terceiro título de US$ 50.000 no Challenger de Saguenay sobre o CoCo Vandeweghe no Canadá levou Jabeur ao topo da classificação de sua carreira até então, nº 139.
Jabeur ficou entre as 200 primeiras na maior parte dos próximos três anos, alcançando a melhor classificação da carreira até aquele momento de Nº 118 em 2015. Ela continuou a jogar uma combinação de eventos ITF e WTA, mas jogou principalmente os da ITF. Seu único título da ITF em 2014 veio em um evento de US$ 25K em Túnis, e ela não ganhou nenhum título em 2015. Ela terminou como vice-campeã duas vezes em 2014, com o resultado de alto nível vindo do US$ 50K Open Nantes Atlantique onde perdeu a final para Kateřina Siniaková. Depois de perder na qualificatória no Aberto da França e em Wimbledon, Jabeur se classificou para duas chaves principais de torneios Major consecutivos no US Open de 2014 e no Australian Open de 2015. Ela perdeu seus jogos de abertura em ambos os torneios para a Nº 19 Andrea Petkovic e Vera Zvonareva, respectivamente. Sem títulos, finais ou semifinais em 2015, sua classificação de final de ano caiu para a No. 210. Jabeur se recuperou com dois títulos ITF de US$ 25K em janeiro de 2016. Um título de $50K no Nana Trophy em Túnis a ajudou a retornar ao top 200 por quase uma semana no resto da temporada. No entanto, ela perdeu nas qualificatórias em Wimbledon e no US Open e não teve uma segunda metade forte da temporada. Ela terminou o ano em Nº 193.

### 2017–18: Estreia no Top 100 e primeira final WTA

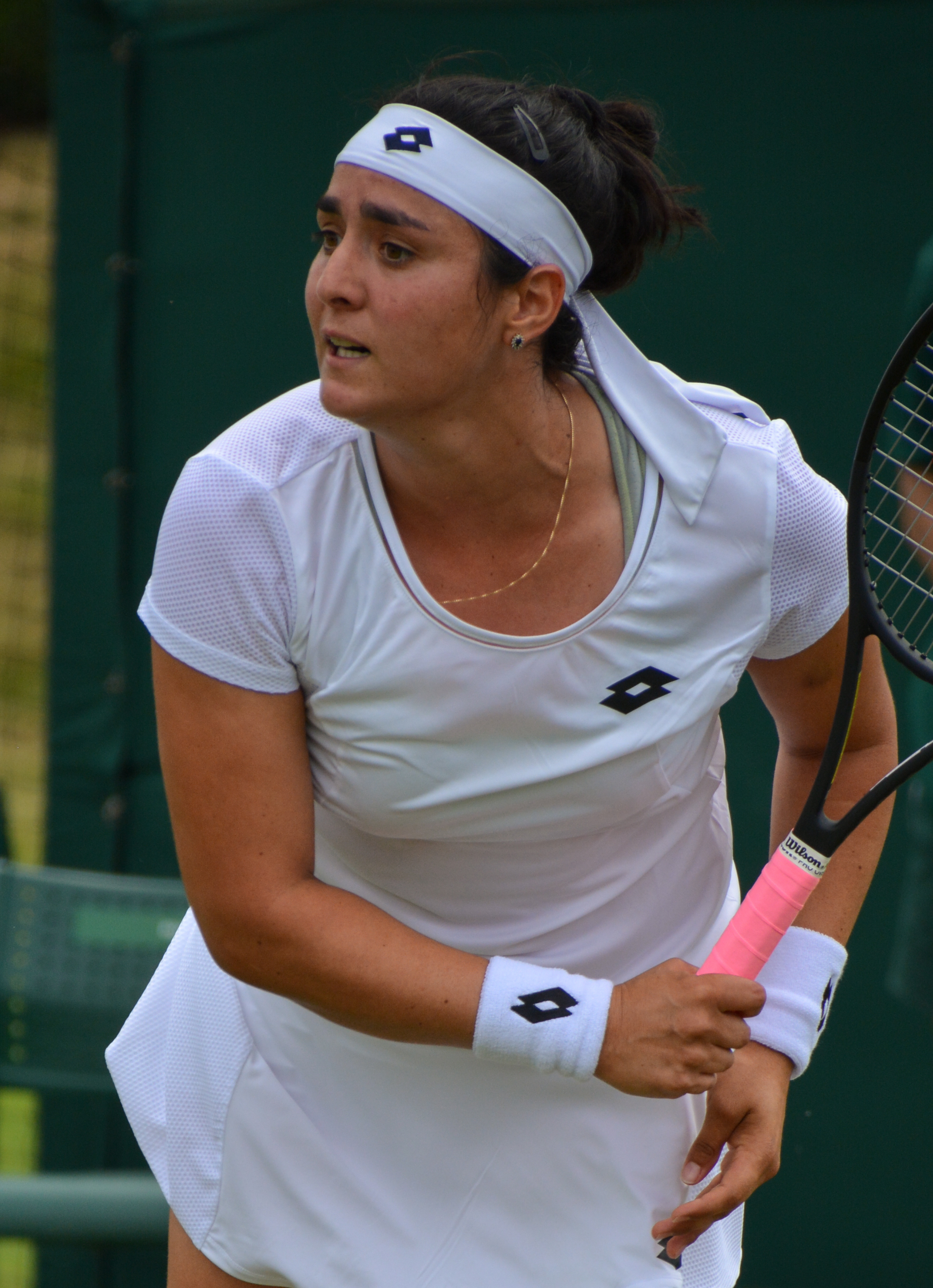
Ons Jabeur em Wimbledon, 2017.

Jabeur participou de todos os quatro eventos individuais do Grand Slam em 2017 pela primeira vez. Depois de perder na última rodada da qualificatória do Australian Open, ela chegou à chave principal do Aberto da França como uma "lucky loser", à chave principal de Wimbledon passando pela qualificatória, e à chave principal do US Open direto pelo ranking.
Ela começou a subir de volta na classificação no Dubai Tennis Championships, um torneio de nível Premier, onde se classificou para a chave principal e derrotou a número 22 do mundo, Anastasia Pavlyuchenkova, na primeira rodada. Este resultado a trouxe do nº 171 para o nº 137 no ranking.
Após sucesso moderado no nível ITF de US$ 60K, a próxima grande vitória de Jabeur veio no Aberto da França. Como uma "lucky loser", ela venceu duas partidas da chave principal, incluindo uma vitória sobre a Nª 7  do mundo, Dominika Cibulková na segunda rodada, conquistando sua primeira vitória sobre uma top 10. Ela perdeu na terceira rodada para Timea Bacsinszky. No final de julho, ela fez sua estréia no top 100.  Sua única outra vitória em torneio principal do Grand Slam do ano foi uma vitória na primeira rodada sobre a "wild card" americana Brienne Minor [en] no US Open, que garantiu sua posição no top 100 pelo resto do ano.
Jabeur saiu do top 100 em fevereiro de 2018. Ela não venceu sua primeira partida do ano até chegar às quartas de final no torneio de US$ 60k Space Coast Pro Classic em abril. Depois de perder na qualificatória no Aberto da França, ela caiu para a posição 180 no mundo. Jabeur recuperou alguns de seus pontos de classificação quando ganhou seu primeiro título ITF US$ 100K no Manchester Trophy,  trazendo-a de volta ao nº 133 no ranking.
Com este título, ela também ganhou um "wild card" para a chave principal em Wimbledon. Ela venceu sua única partida em chave principal de um Grand Slam do ano em Wimbledon sobre Viktorija Golubic, que ela derrotou pela terceira vez em um mês. Jabeur encerrou sua temporada com o melhor resultado de sua carreira até aquele momento. Tendo vindo da qualificatória na Kremlin Cup, de nível Premier, ela terminou como vice-campeã, perdendo para a então Nº 14 do ranking, Daria Kasatkina. Ela derrotou três das 25 melhores jogadoras do torneio, incluindo a Nª 8 Sloane Stephens e a Nº 11 Anastasija Sevastova. Com este resultado, ela voltou para o top 100 no posto de 62º lugar no mundo.

### 2019–20: Quartas de um Grand Slam, estreia no top 50

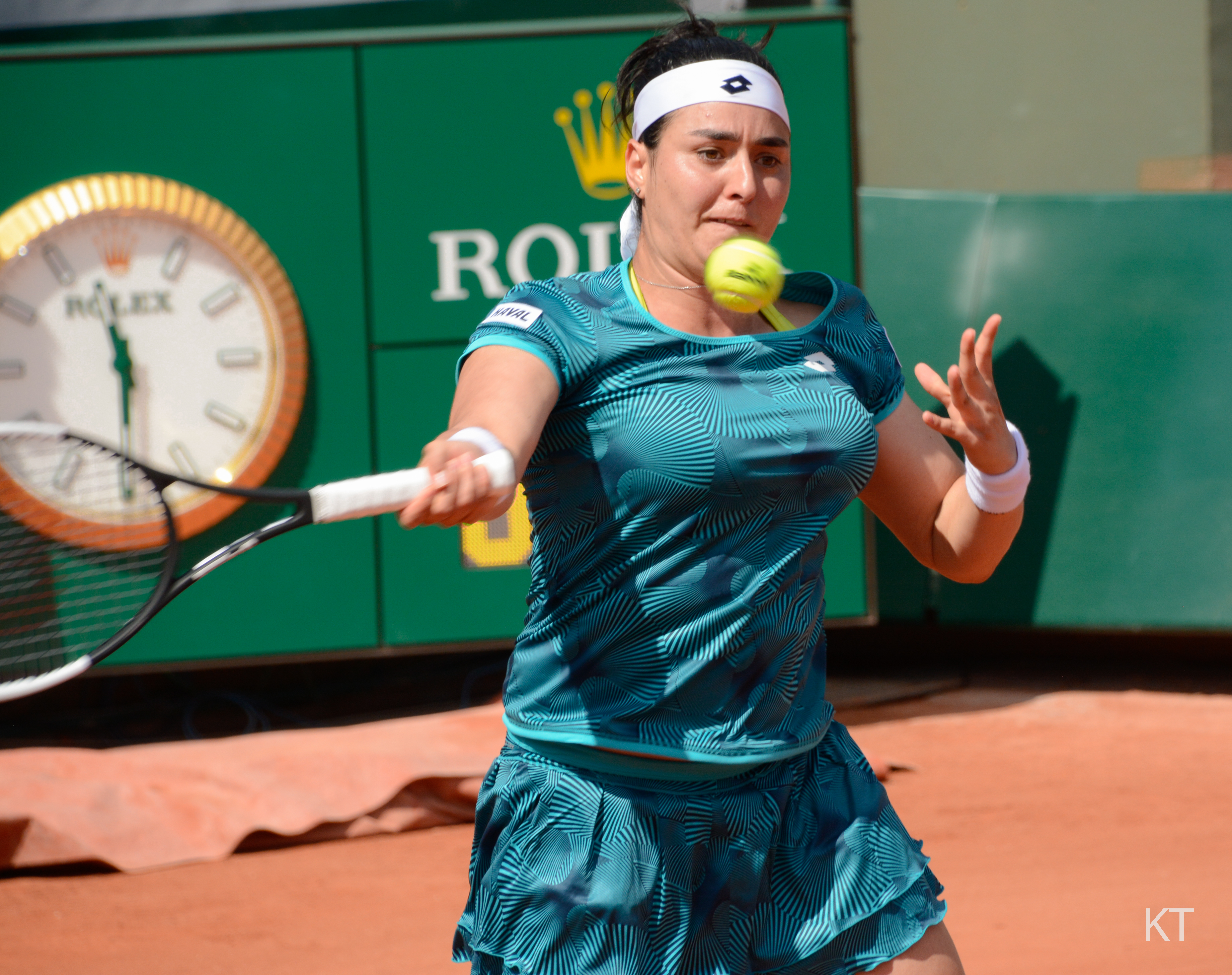
Ons Jabeur em Roland Garros, 2019.

Jabeur jogou todos as quatro chaves principais do Grand Slam pela primeira vez em 2019 e permaneceu entre as 100 primeiras o ano todo. Ela perdeu na primeira rodada nos três primeiros torneios do Grand Slam da temporada, e não venceu várias partidas da chave principal em nenhum torneio até depois do Aberto da França em maio. Jabeur teve uma segunda metade de temporada melhor. Ela chegou às semifinais no Eastbourne International de nível Premier, onde venceu a favorita local e Nº 19 do mundo, Johanna Konta. Ela desistiu antes da semifinal devido a uma lesão no tornozelo direito.
O próximo grande resultado de Jabeur veio no US Open. Ela derrotou a Nº 27 Caroline Garcia e depois Aliaksandra Sasnovich para chegar à terceira fase de um torneio Grand Slam pela segunda vez em sua carreira. Ela perdeu uma partida de três sets apertados para a Nº 3 do mundo, Karolína Plíšková na terceira rodada. Com este sucesso, ela alcançou a posição mais alta de sua carreira, a de  Nº 51. O único outro torneio do ano em que Jabeur venceu várias partidas da chave principal foi o Tianjin Open em outubro. Ela derrotou três jogadoras, incluindo a Nº 36 Yulia Putintseva antes de perder para Rebecca Peterson em sua segunda semifinal do ano.
Jabeur teve um grande avanço no Australian Open de 2020. Depois de derrotar Johanna Konta e Caroline Garcia nas duas primeiras rodadas, ela derrotou Caroline Wozniacki em três sets na última partida da carreira de dinamarquesa. Jabeur derrotou a quarta jogadora top 50 consecutiva, Wang Qiang, antes de perder para a eventual campeã Sofia Kenin nas quartas de final. Com este resultado, ela fez sua estréia no top 50 após o torneio. Ela também se tornou a primeira mulher árabe a chegar às quartas de final do Grand Slam.
No mês seguinte, Jabeur continuou seu progresso depois de receber dois "wild cards" em ambos os torneios Premier no Oriente Médio. Ela teve um "match point" contra a Nº. 2 Simona Halep em uma derrota na segundo rodada no Dubai Tennis Championships. Em seguida, ela chegou às quartas de final no Qatar Ladies Open, onde derrotou a número 3 do mundo, Karolína Plíšková, na terceira rodada. Após meses sem jogar devido à pandemia do COVID-19, a tunisiana voltou ao circuito em Lexington, vencendo a convidada americana Caty McNally por 6-2, 6-4. Ela perdeu nas quartas para a americana Coco Gauff por 2 sets a 1. Seu próximo torneio foi o Premier de Cincinnati, onde bateu a atual campeã Madison Keys na primeira rodada. Jabeur chegou até as quartas onde perdeu para a eventual campeã, Victoria Azarenka. No US Open ela perdeu para Sofia Kenin na terceira rodada.

### 2021: Primeiro título, quartas de final em Major e top 10

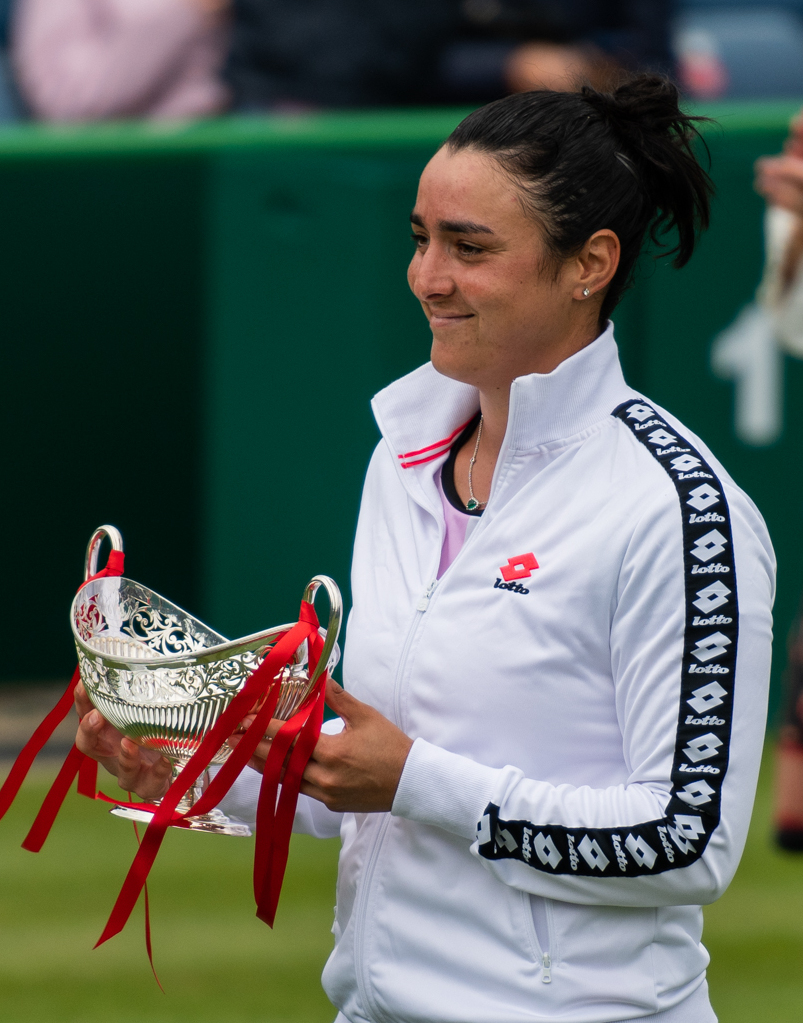
Ons Jabeur em Birmingham, 2021.

Ela chegou à semifinal do Charleston Open e à final do WTA 250 MUSC Health Open (também em Charleston), esta última perdendo para a australiana Astra Sharma. Ela alcançou o 24º lugar no ranking mundial em 10 de maio de 2021. Como 25ª cabeça-de-chave no Aberto da França, ela se vingou ao derrotar Sharma na segunda rodada para avançar para a terceira rodada de um torneio principal pela sexta vez consecutiva. Ela derrotou Magda Linette para chegar à quarta rodada pela segunda vez neste major, onde perdeu para a 24ª cabeça-de-chave Coco Gauff. Como 2ª cabeça-de-chave, Jabeur alcançou sua terceira final na carreira e fez história como a primeira mulher árabe a ganhar um título do WTA Tour no Birmingham Classic ao derrotar Daria Kasatkina. No mesmo torneio, em parceria com a australiana Ellen Perez, Jabeur também chegou à sua primeira final de duplas, perdendo para Marie Bouzková e Lucie Hradecká.
Em Wimbledon, Jabeur, como 21ª cabeça-de-chave, derrotou a pentacampeã Venus Williams e se tornou a primeira tenista tunisiana, a primeira mulher árabe e a primeira mulher representando um país africano desde Cara Black, do Zimbábue, em 2005, a chegar à terceira fase (ou quartas de final) em Wimbledon. Isso também marcou sua sétima aparição consecutiva na terceira rodada em um torneio Major. Ela continuou sua campanha quando, apesar de vomitar na lateral da quadra no match point, derrotou a ex-campeã de Wimbledon e 11ª cabeça-de-chave, Garbiñe Muguruza, para chegar à quarta rodada, se recuperando de um set perdido para chegar à segunda semana e às oitavas de final pela primeira vez.
No dia anterior, os torcedores tunisianos que se aglomeraram em Wimbledon começaram a cantar - a música da seleção nacional de futebol, porque não há uma para o tênis - e gritaram seu nome após sua vitória na quarta rodada sobre a campeã do Aberto da França de 2020, Iga Świątek, a sétima cabeça-de-chave, fazendo outra recuperação de um primeiro set perdido para chegar às quartas de final, onde perdeu para a segunda cabeça-de-chave e também estreante nas quartas-de-final Aryna Sabalenka. Como resultado, ela alcançou a classificação mais alta de sua carreira, a de número 22 do mundo em 26 de julho de 2021.
Para dar início à US Open Series, Jabeur jogou o Canadian Open como 13ª cabeça-de-chave, derrotando  Clara Burel, Daria Kasatkina e a defensora do título Bianca Andreescu antes de perder nas quartas de final para Jessica Pegula em três sets. Com este resultado, ela fez sua estreia no top 20 na semana de 16 de agosto de 2021. Em Indian Wells, Jabeur alcançou sua primeira semifinal de um WTA 1000 ao derrotar Anett Kontaveit nas quartas de final. Com a vitória, ela impulsionou sua carreira para uma classificação mais alta, tornando-se a primeira tenista árabe a chegar ao top 10 na história do ranking ATP ou WTA. Após a desistência de Emma Raducanu do Mubadala World Tennis Championship, Jabeur recebeu seu lugar. Ela venceu o torneio, derrotando Belinda Bencic na final.

### 2022: Duas finais importantes e número 2 do mundo

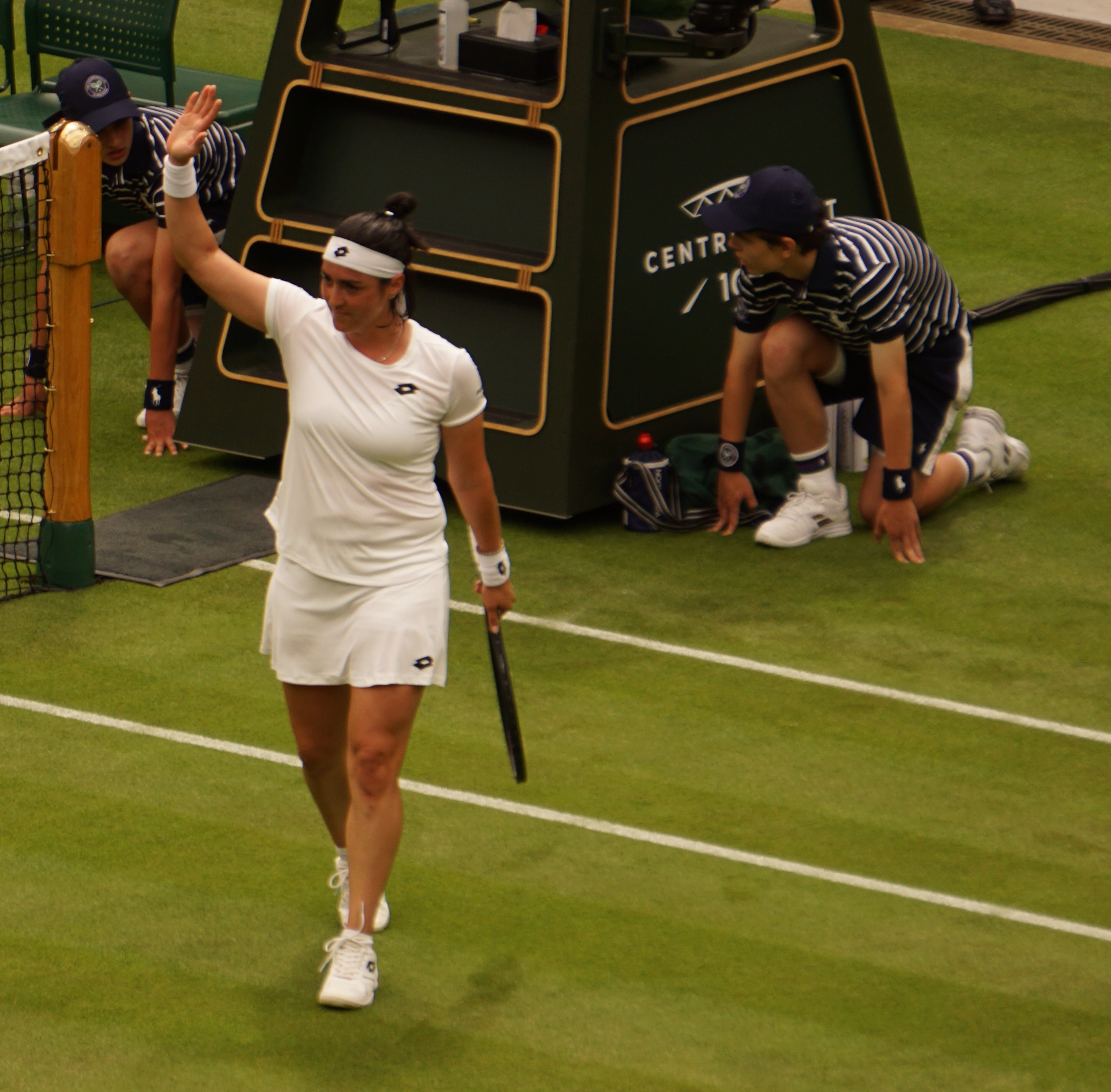
Ons Jabeur em Wimbledon, 2022.

Jabeur começou sua temporada no Sydney International. Ela derrotou Astra Sharma na primeira rodada e Petra Kvitová na segunda antes de perder para Anett Kontaveit nas quartas de final. Posteriormente, ela desistiu do Australian Open devido a uma lesão nas costas sofrida no torneio de Sydney. Em fevereiro, Jabeur disputou o Dubai Championships, onde derrotou a ex-número 2 do mundo Vera Zvonareva e Jessica Pegula antes de cair para a ex-número 1, Simona Halep, nas quartas de final. Ela então entrou no Qatar Open. Após ter ficado de "bye" na primeira rodada, ela derrotou Aliaksandra Sasnovich e Tereza Martincová antes de cair para Kontaveit novamente nas quartas de final.
No Indian Wells Open, Jabeur também ficou de "bye" e na segunda rodada foi derrotada por Daria Saville em três sets. Ela chegou à quarta rodada no Miami Open, caindo para a finalista do Australian Open de 2022, Danielle Collins, em dois sets. Jabeur alcançou sua primeira final do ano no Charleston Open, onde caiu para Belinda Bencic em três sets. Em Stuttgart, ela foi derrotada por Paula Badosa nas quartas de final. Como cabeça-de-chave Nº 8 no Madrid Open, a então número 10 do mundo alcançou sua primeira final WTA 1000, superando Belinda Bencic e Simona Halep, antes de derrotar Ekaterina Alexandrova nas semifinais para se tornar a primeira jogadora árabe e africana a chegar a uma final em torneios deste nível. Ela derrotou Jessica Pegula na final para se tornar a primeira jogadora africana a ganhar um título WTA 1000, a nona vencedora diferente no Madrid Open e a 38ª vencedora diferente em um torneio WTA 1000 (desde 2009). No Aberto da Itália, ela alcançou sua segunda final consecutiva do WTA 1000, derrotando Sorana Cîrstea, Ajla Tomljanović, Yulia Putintseva e a quarta cabeça-de-chave Maria Sakkari, antes de salvar um match point nas semifinais contra Daria Kasatkina por sua 11ª vitória consecutiva. Na final, ela perdeu para Iga Świątek em dois sets. Ao chegar à final no Aberto da Itália, Jabeur estabeleceu o recorde de sua carreira como nº 6 do mundo, em 16 de maio de 2022. Depois de uma excelente temporada no saibro, ela então participou do Aberto da França, onde enfrentou Magda Linette na primeira rodada. Ela foi derrotada de forma surpreendente por Linette, depois de ter um set e uma quebra de vantagem no segundo set. Apesar disso, ela alcançou o recorde de sua carreira no 4º lugar mundial, em 6 de junho de 2022, após a conclusão do torneio.
Como cabeça-de-chave principal, ela venceu o bett1 Open em Berlim depois que Belinda Bencic se retirou no segundo set da final. Como resultado, ela obteve uma nova posição no ranking mundial, número 3, em 20 de junho de 2022. Jabeur inicialmente entrou na chave de simples do Eastbourne International como 2ª cabeça-de-chave, mas desistiu antes do início do torneio. Jabeur permaneceu na chave de duplas como "wild card", no qual fez parceria com Serena Williams, que estava jogando seu primeiro torneio desde 2021 em Wimbledon. Jabeur e Williams venceram a primeira rodada contra Marie Bouzková e Sara Sorribes Tormo para definir as quartas de final contra Shuko Aoyama e Chan Hao-ching. Elas então chegaram às semifinais, mas Jabeur desistiu antes da partida com Magda Linette e Aleksandra Krunić devido a uma lesão no joelho direito. Ela alcançou um novo recorde na carreira no ranking de simples como número 2 do mundo, em 27 de junho de 2022.

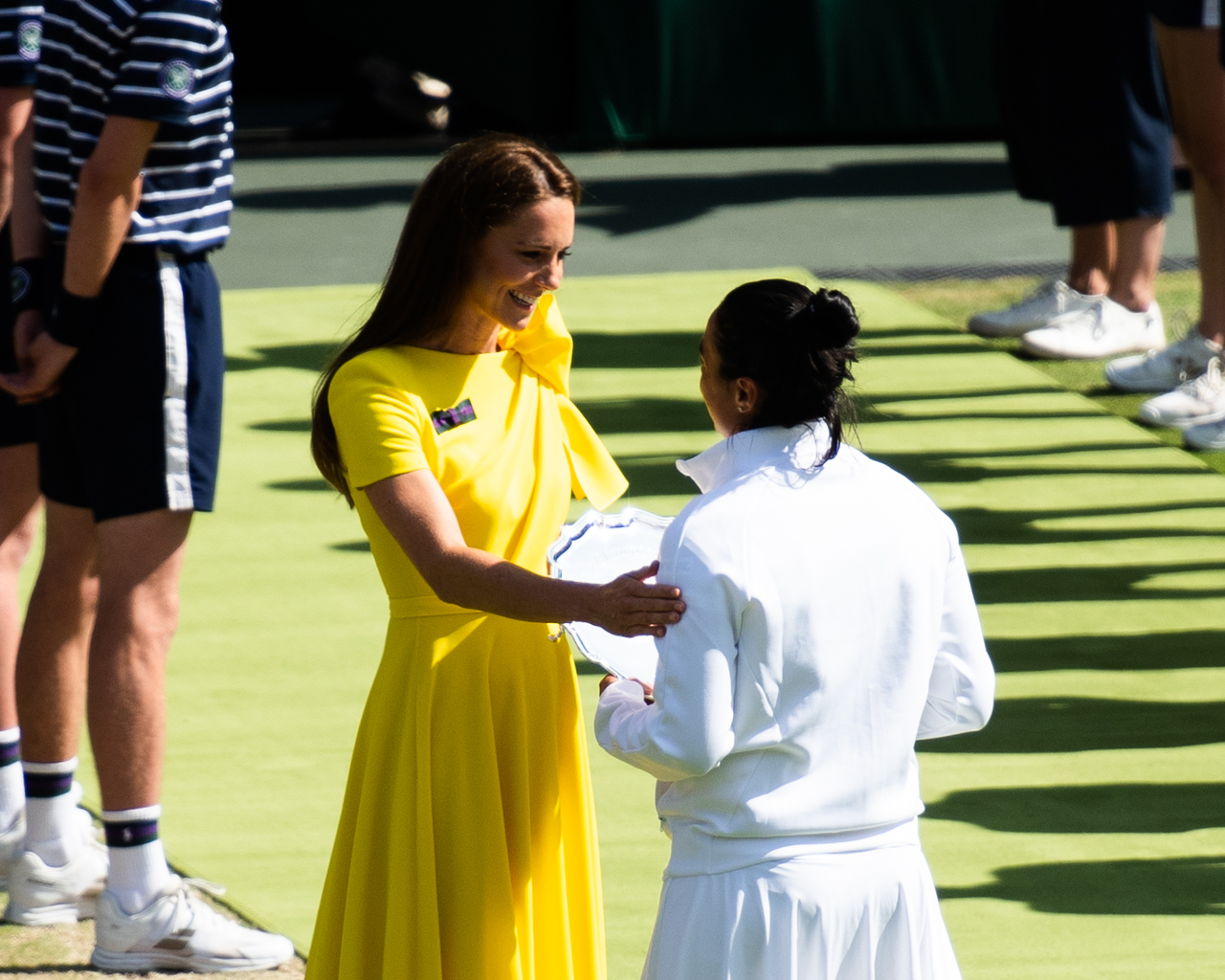
Ons Jabeur recebe seu troféu de vice-campeã em Wimbledon 2022 da então Duquesa de Cambridge Kate Middleton.

Em Londres, ela alcançou sua segunda quartas de final consecutiva em Wimbledon, derrotando Mirjam Björklund [en], Katarzyna Kawa [en], Diane Parry e a 24ª cabeça-de-chave Elise Mertens. Derrotando Marie Bouzková nas quartas de final, ela se tornou a primeira mulher árabe ou norte-africana a chegar às semifinais de um torneio Major. Depois disso, ela derrotou Tatjana Maria para chegar à sua primeira final de Grand Slam, o que a tornou a primeira mulher africana e a primeira jogadora árabe ou norte-africana na era Aberta a entrar em uma final de Grand Slam de simples. Na final, ela perdeu para Elena Rybakina em três sets. Apesar disso, Wimbledon não distribuiu pontos para nenhum atleta da ATP ou da WTA devido aos atletas que representavam a Rússia e a Bielorrússia terem sido banidos pela organização do torneio por causa da invasão russa da Ucrânia.
Antes do US Open durante o verão norte-americano, Jabeur perdeu na segunda rodada no Silicon Valley Classic e se retirou em sua partida da primeira rodada contra Zheng Qinwen no Aberto do Canadá. No Cincinnati Open, Jabeur perdeu na segunda rodada para Petra Kvitová em três sets. No US Open, ela recuperou sua forma avançando para as quartas de final pela primeira vez neste importante torneio derrotando a 31ª cabeça-de-chave Shelby Rogers e, em seguida, a 18ª cabeça-de-chave Veronika Kudermetova em dois sets para registrar sua primeira vitória sobre a russa em quatro encontros. Ela se tornou a terceira mulher africana a chegar às quartas de final do US Open na era Aberta – e a primeira da parte norte do continente. As outras mulheres africanas que chegaram às quartas de final do US Open são Maryna Godwin [en] (1968) e Amanda Coetzer (1994, 1996 e 1998), ambas da África do Sul. No entanto, embora ela finalmente tenha conseguido chegar à final (tornando-se a primeira mulher africana e a primeira mulher árabe a fazê-lo), ela perdeu para Iga Świątek, em dois sets. Ao contrário de Wimbledon, Jabeur recebeu 1.300 pontos no torneio.
Jabeur registrou sua primeira vitória em um evento WTA na África contra  Ann Li na edição inaugural do torneio de tênis WTA 250 na Tunísia, o Jasmin Open, que ela ajudou a iniciar em seu país de origem. Ela acabou sendo derrotada por Claire Liu [en] nas quartas de final.
Jabeur fez sua estreia no WTA Finals em Fort Worth. Ela derrotou Jessica Pegula em sua segunda partida da fase de grupos em três sets. No entanto, ela terminou sua campanha na fase round-robin, pois perdeu duas de suas três partidas contra Aryna Sabalenka e Maria Sákkari, respectivamente. Ela terminou a melhor temporada de sua carreira em segundo lugar no ranking WTA.

### 2023: Quarto e quinto títulos WTA

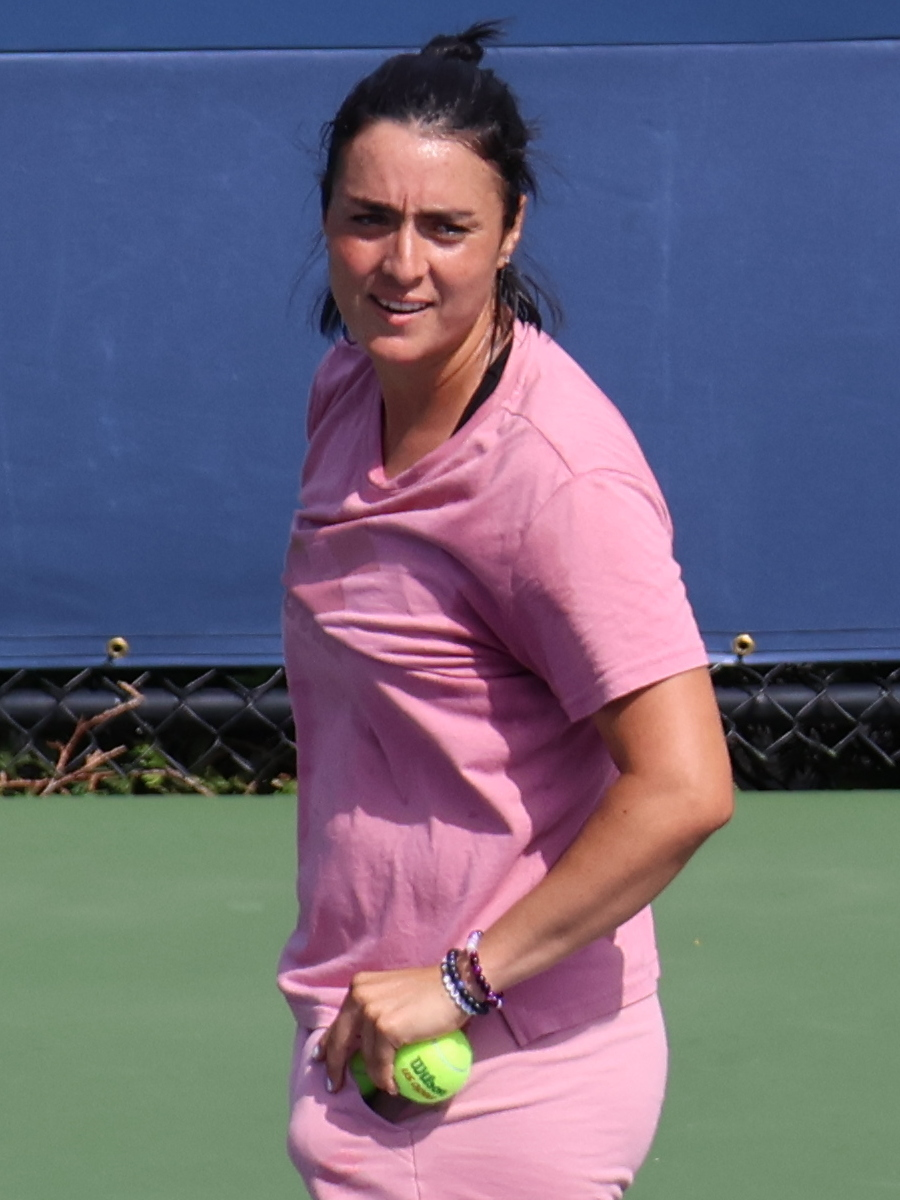
Jabeur no Us Open, 2023

Jabeur começou a temporada de 2023 chegando às semifinais no Adelaide International 1. No Australian Open, como 2ª cabeça-de-chave, Jabeur prevaleceu em sua partida da primeira rodada contra Tamara Zidanšek em três sets antes de perder na segunda rodada para Markéta Vondroušová em uma partida de três sets que passou da meia-noite. Jabeur, que reclamou de dores no joelho após a vitória na primeira rodada, cometeu 50 erros não forçados.
Em uma revanche do ano anterior no WTA 500 Credit One Charleston Open Jabeur conquistou seu quarto título derrotando a defensora do título e quarta cabeça-de-chave Belinda Bencic.
Em Stuttgart, duas semanas depois, ela eliminou a ex-vencedora de Roland Garros Jeļena Ostapenko e a brasileira Beatriz Haddad Maia, mas teve que desistir na semifinal contra Iga Świątek após três games devido a uma lesão na panturrilha esquerda. Esta lesão também a obrigou a desistir de defender seu título no Madrid Open. Ela chegou às quartas de final no Aberto da França com uma vitória sobre duas canhotas Olga Danilović e Bernarda Pera, tornando-se a primeira tunisiana e árabe a chegar a essa fase em Roland Garros. Ela também foi a primeira mulher africana a chegar às oitavas desde que a sul-africana Amanda Coetzer chegou às semifinais de 1997.
Em preparação para a temporada em quadras de grama Jabeur participou do Aberto da Alemanha onde perdeu para Jule Niemeier [en] na primeira rodada. Em seguida, no International Eastbourne, passou por Jasmine Paolini na primeira rodada, mas perdeu para Camila Giorgi na segunda. Em Wimbledon Jabeur fez uma excelente campanha. Tendo ficado de "bye" na primeira rodada, passou por Bai Zhuoxuan [en] na segunda, e por Bianca Andreescu na terceira de virada. Nas oitavas de final, venceu Petra Kvitová em sets diretos. Nas quartas de final, venceu a terceira cabeça de chave Elena Rybakina em três sets. Na semifinal, venceu a segunda cabeça de chave Aryna Sabalenka, chegando à sua segunda final consecutiva de Wimbledon. E na final, perdeu para Markéta Vondroušová em sets diretos, chegando portanto ao segundo vice-campeonato consecutivo do torneio.
Em sua preparação para o US Open, Jabeur participou do Cincinnati Open, no qual passou por Anhelina Kalinina e Donna Vekic, chegando às quartas de final, onde perdeu para Aryna Sabalenka em sets diretos. No US Open, Jabeur chegou até as oitavas de final onde perdeu para Zheng Qinwen também em sets diretos. Logo em seguida Jabeur participou do San Diego Open, onde, depois de ficar de "bye" na primeira rodada, perdeu em sua estreia na segunda, para Anastasia Potapova em sets diretos. Logo em seguida, participou do Guadalajara Open, onde ficou de bye na primeira rodada, venceu  Alycia Parks na segunda em sets diretos mas perdeu para Martina Trevisan na terceira em jogo de três sets.
Partindo para a temporada asiática, Jabeur venceu o Ningbo Open, derrotando  Diana Shnaider em sets diretos na final. Esse título teve um significado especial para Jabeur, pois foi o seu primeiro em quadra dura. No Aberto da China, ela venceu  Ashlyn Krueger na primeira rodada e perdeu na segunda para Marta Kostyuk, ambos os jogos em sets diretos. No Zhengzhou Open, ela ficou de "bye" na primeira rodada, venceu Lucia Bronzetti na segunda mas foi obrigada a desistir por contusão da partida contra Daria Kasatkina.
Depois disso, Jabeur partiu direto para o WTA Finals, onde como cabeça de chave número seis, não passou da chave de grupos com uma participação discreta: perdeu de forma contundente para Coco Gauff na primeira rodada em sets diretos, venceu Markéta Vondroušová na segunda também em sets diretos e perdeu para a cabeça de chave número dois Iga Świątek também de forma contundente em sets diretos, em mais um jogo que sofreu com interrupções e adiamentos devido às condições climáticas adversas.

### 2024
Ainda em processo  de recuperação física e mental da temporada anterior, Jabeur decidiu iniciar a temporada diretamente no Australian Open. Ela passou bem pela vinda da qualificatória Yulia Starodubtseva [en] na primeira rodada em sets diretos. Já o seu encontro com Mirra Andreeva na segunda rodada, teve um desfecho surpreendente, quando a jovem revelação russa de 16 anos venceu Jabeur de forma contundente, sendo essa a primeira vitória de Andreeva entre as Top 10 em sua carreira.
Prosseguindo sua campanha em quadras duras, agora no Oriente Médio, Jabeur participou do Abu Dhabi Open, onde venceu a "wild card" Emma Raducanu, na primeira rodada em sets diretos mas perdeu para a cabeça de chave No 6 Beatriz Haddad Maia na segunda em sets diretos. Em Doha, perdeu para Lesia Tsurenko na primeira rodada em sets diretos. Seu desempenho não melhorou no giro americano, tendo ficado na primeira rodada em Indian Wells e em Miami.
Jabeur iniciou a temporada em quadras de saibro no Charleston Open, no qual também perdeu na primeira rodada para a eventual campeã Danielle Collins em jogo de três sets. Em seguida, já na Europa, participou do Porsche Tennis Grand Prix onde venceu Ekaterina Alexandrova na primeira rodada em jogo de três sets, mas perdeu na segunda para Jasmine Paolini em sets diretos. Seu desempenho melhorou bastante no Aberto de Madri, no qual, depois de passar por Anna Karolína Schmiedlová, Leylah Fernandez, ambos os jogos em três sets e pela cabeça de chave N° 9 Jeļena Ostapenko, em sets diretos, chegou às quartas de final, onde acabou perdendo para a cabeça de chave N° 18 Madison Keys em jogo de três sets no qual havia vencido o primeiro set por 6–0. No Aberto de Roma, como cabeça de chave N° 8, ela perdeu seu jogo de estreia para Sofia Kenin em três sets. Já no Aberto da França, como cabeça de chave N° 8, venceu a "wild card" Sachia Vickery, na primeira rodada em sets diretos, venceu Camila Osorio, na segunda, em jogo de três sets e venceu a cabeça de chave N° 31 Leylah Fernandez, na terceira, mais uma vez em sets diretos. Nas oitavas de final, venceu Clara Tauson, novamente em sets diretos, chegando às quartas de final. Nas quartas de final, enfrentou a cabeça de chave N° 3, Coco Gauff, jogo que acabou perdendo em três sets.

## Representação nacional

### Fed Cup
Jabeur representou a Tunísia na Junior Fed Cup em 2009 ao lado de Nour Abbès e Sonia Daggou. A equipe terminou em terceiro lugar no grupo round robin, que também incluiu México, China e Alemanha. Embora Jabeur tenha perdido todas as três partidas de simples, a Tunísia venceu a eliminatória contra o México depois que Abbès venceu sua partida de simples e Jabeur se juntou a Abbès para vencer a partida decisiva de duplas. A Tunísia terminou em 11º lugar entre 16 times no geral, perdendo a disputa do 9º ao 12º lugar para a Indonésia, mas vencendo a segunda disputa do 9º ao 12º lugar contra a Austrália. Jabeur e Abbès venceram as duas partidas de simples na última eliminatória.
Jabeur fez sua estreia sênior na Fed Cup pela Tunísia em 2011, representando o time de 2011 a 2013 e novamente de 2016 a 2019. Ela jogou em 29 partidas, compilando um recorde geral de 32–11 dividido entre 24–5 em simples e 8–6 em duplas. Suas 24 vitórias em simples estão empatadas com Selima Sfar na história da Fed Cup da Tunísia. Quando Jabeur estreou pela Tunísia, eles estavam no Grupo III da Zona Europa/África. Eles foram promovidos ao Grupo da Zona II em 2013 depois de vencer todos as cinco disputas round robin e uma no play-off contra a Irlanda em 2012. Eles foram novamente promovidos ao Grupo da Zona I em 2014 no ano seguinte, vencendo uma disputa no play-off com a Lituânia. No entanto, a Tunísia acabou não participando da Fed Cup em 2014 e 2015, que coincidiu com a proibição de um ano da Tunísia da Copa Davis, que resultou de sua federação exigindo que Malek Jaziri deixasse de cumprir uma partida para um jogador israelense.
Quando a Tunísia voltou à Fed Cup em 2016, eles foram novamente colocados no Grupo da Zona III. Eles não conseguiram vencer seus grupos round robin em 2016 ou 2017, perdendo as disputas para Grécia e Luxemburgo em 2016 e depois para Finlândia e Malta em 2017. A Tunísia venceu novamente seu grupo round robin em 2018, após o qual derrotou a Lituânia para ganhar a promoção para o Grupo da Zona II em 2019. Eles não venceram o grupo round robin em 2019, mantendo-os no Grupo da Zona II em 2020. Jabeur venceu todas as partidas de simples quando o time foi promovido em 2012, 2013 e 2018.

### Olimpíadas
Como júnior, Jabeur também representou a Tunísia nas Olimpíadas da Juventude de 2010 em Cingapura, vencendo duas partidas de simples e uma de duplas, esta última com a romena Cristina Dinu [en]. Ela foi eliminada nas quartas de final pela jogadora chinêsa Zheng Saisai em ambas as competições. Jabeur também representou a Tunísia em simples nas Olimpíadas de Londres em 2012, nos Jogos Olímpicos do Rio de Janeiro em 2016 e nos Jogos Olímpicos de Tóquio em 2021. Ela perdeu sua partida da primeira rodada de 2012 para Sabine Lisicki em três sets. Ela também perdeu sua partida da rodada de abertura de 2016 em três sets, desta vez para Daria Kasatkina. Ela teve a chance de sacar para a partida no segundo set contra Kasatkina, mas teve o saque quebradp. Em Tóquio, ela enfrentou Carla Suárez Navarro na primeira rodada do torneio de simples, mas perdeu em dois sets.

## Estilo de jogo
Jabeur constrói seu estilo de jogo em torno da variedade e acertando o que ela chama de "golpes malucos". Ela tenta empregar golpes difíceis porque é assim que ela gosta de jogar tênis. Ela gosta de usar golpes "slice" e "drop" em particular. Jabeur pode acertar os "winners" de várias maneiras, incluindo rebatidas de backhand da linha de base ou forehands na linha. Ela gosta de jogar em qualquer superfície.

## Treinadores
Como júnior, Jabeur foi treinada por Nabil Mlika até os treze anos. Jabeur começou a trabalhar com Bertrand Perret em fevereiro de 2018.
Ela via Perret como apoiando mais seu estilo de jogo do que seus treinadores anteriores, dizendo: "Acho que ele entende meu jogo. Ele tenta melhorar meus bons golpes, não mudar o que faço. Trabalhei com muitos treinadores que tentaram mudar meu jogo ... Bertrand me encoraja a fazer dropshots e também corrige meus dropshots, ao invés de outros treinadores que me disseram para não fazer dropshots de jeito nenhum." No início de 2020, Jabeur trocou de treinador por Issam Jellali, ex-jogador tunisiano da Copa Davis com quem ela já trabalhava há cerca de três anos.

## Vida pessoal
Jabeur é muçulmana, embora ocasionalmente tenha que adiar certas práticas como o Ramadã durante os torneios. Ela é casada com Karim Kamoun, um ex-esgrimista russo-tunisiano que também atua como seu preparador físico desde meados de 2017. Ela é fluente em árabe, inglês e francês e está aprendendo russo pois seu marido fala o idioma. Seu tenista favorito quando criança era Andy Roddick. Ela joga futebol recreativamente e é torcedora do Étoile Sportive du Sahel e do Real Madrid CF.
Jabeur foi uma das 12 jogadoras que receberam uma bolsa de jogador internacional do Grand Slam do Grand Slam Development Fund em 2017, imediatamente antes do Aberto da França, onde ela venceu suas duas primeiras partidas da chave principal do Grand Slam na carreira. Ela passou a ser patrocinada pela Qatar Airways em 2020.
Jabeur ganhou o Prêmio Mulher Árabe do Ano de 2019 na categoria esportiva, tendo chegado à terceira rodada do US Open e se firmado como presença permanente entre as 100 melhores daquele ano. Jabeur é amiga íntima da também tenista Tatjana Malek, a quem ela derrotou nas semifinais do Torneio de Wimbledon de 2022, descrevendo-a como sua "amiga do churrasco".

## Patrocinadores
Em junho de 2015, Ons Jabeur assinou um contrato de parceria com o Qatar National Bank Tunísia. Em 2018, passou a ser apadrinhada pelo grupo Joossoor presidido pelo empresário Moez Driss. Em dezembro de 2020, ela foi patrocinada pela operadora de telecomunicações tunisiana Tunisie Telecom [en]. 
Em fevereiro de 2022, ela assinou um contrato de patrocínio com a Talan, uma empresa de consultoria em inovação.
A tenista Ons Jabeur, segunda colocada no ranking mundial, anunciou que assinou com a Evolve, uma agência de gestão esportiva fundada pela quatro vezes campeã do Grand Slam Naomi Osaka. Jabeur, que alcançou suas duas primeiras finais importantes em Wimbledon e no US Open no ano anterior, e também é a estrela da capa da Vogue Arabia em janeiro de 2023, compartilhou a notícia no Twitter dizendo "Ano novo, novos começos".

## Finais

### Circuito WTA
| Categoria                    | S   | D   | DM  |
| ---------------------------- | --- | --- | --- |
| Grand Slam                   | 0-3 | 0–0 | 0–0 |
| Fim de temporada             | 0–0 | 0–0 | —   |
| Jogos Olímpicos              | 0–0 | 0–0 | 0–0 |
| Premier Mandatory / WTA 1000 | 1–1 | 0–0 | —   |
| Premier 5                    | 0–0 | 0–0 | —   |
| Premier / WTA 500            | 1–3 | 0–0 | —   |
| International / WTA 250      | 1–1 | 0–1 | —   |

| Piso    | S   | D   | DM  |
| ------- | --- | --- | --- |
| duro    | 0–3 | 0–0 | 0–0 |
| saibro  | 1–3 | 0–0 | 0–0 |
| grama   | 2–2 | 0–1 | 0–0 |
| carpete | 0–0 | 0–0 | —   |

#### Simples: 12 (4 títulos, 8 vices)
| Status | V–D | Ano  | Torneio              | Cidade/país         | Categoria  | Piso           | Adversária          | Resultado           |
| ------ | --- | ---- | -------------------- | ------------------- | ---------- | -------------- | ------------------- | ------------------- |
| Vice   | 0–1 | 2018 | Kremlin Cup          | Moscou, Rússia      | Premier    | duro (i)       | Daria Kasatkina     | 6–2, 6–7 (3–7), 4–6 |
| Vice   | 0–2 | 2021 | Charleston Open II   | Charleston, SC, EUA | WTA 250    | saibro (verde) | Astra Sharma        | 6–2, 5–7, 1–6       |
| Campeã | 1–2 | 2021 | Birmingham Classic   | Birmingham, UK      | WTA 250    | grama          | Daria Kasatkina     | 7–5, 6–4            |
| Vice   | 1–3 | 2021 | Chicago Fall Classic | Chicago, EUA        | WTA 500    | duro           | Garbiñe Muguruza    | 6–3, 3–6, 0–6       |
| Vice   | 1–4 | 2022 | Charleston Open      | Charleston, SC, EUA | WTA 500    | saibro (verde) | Belinda Bencic      | 1–6, 7–5, 4–6       |
| Campeã | 2–4 | 2022 | Madri Open           | Madri, Espanha      | WTA 1000   | saibro         | Jessica Pegula      | 7–5, 0–6, 6–2       |
| Vice   | 2–5 | 2022 | WTA de Roma          | Roma, Itália        | WTA 1000   | saibro         | Iga Świątek         | 2–6, 2–6            |
| Campeã | 3–5 | 2022 | WTA de Berlim        | Berlim, Alemanha    | WTA 500    | grama          | Belinda Bencic      | 6–3, 2–1, ret.      |
| Vice   | 3–6 | 2022 | Wimbledon            | Londres, Inglaterra | Grand Slam | grama          | Elena Rybakina      | 6–3, 2–6, 2–6       |
| Vice   | 3–7 | 2022 | US Open              | Nova Iorque, EUA    | Grand Slam | duro           | Iga Świątek         | 2–6, 6–7 (5–7)      |
| Campeã | 4–7 | 2023 | Charleston Open      | Charleston, SC, EUA | WTA 500    | saibro (verde) | Belinda Bencic      | 7–6(8–6), 6–4       |
| Vice   | 4–8 | 2023 | Wimbledon            | Londres, Inglaterra | Grand Slam | grama          | Markéta Vondroušová | 4–6, 4–6            |

#### Duplas: 1 (1 vice)
| Status | V–D | Ano  | Torneio            | Cidade/país    | Categoria | Piso  | Parceira    | Adversária                    | Resultado        |
| ------ | --- | ---- | ------------------ | -------------- | --------- | ----- | ----------- | ----------------------------- | ---------------- |
| Vice   | 0–1 | 2021 | Birmingham Classic | Birmingham, UK | WTA 250   | grama | Ellen Perez | Marie Bouzková Lucie Hradecká | 4–6, 6–2, [8–10] |

### Grand Slam júnior, simples (1–1)
| Resultado | Ano  | Campeonato       | Piso   | Oponente        | Placar         |
| Vice      | 2010 | Aberto da França | Saibro | Elina Svitolina | 2–6, 5–7       |
| Campeã    | 2011 | Aberto da França | Saibro | Mónica Puig     | 7–6(10–8), 6–1 |

## Honrarias
- Grande oficial da Ordem Nacional do Mérito da Tunísia (14 de julho de 2022)[157][158][159]
- Nomeada uma das 100 mulheres da BBC como modelo para jovens tenistas (2022)[160]